# Karl-Gustaf Hildebrand
Karl-Gustaf Hildebrand, född 25 april 1911 i Stockholm, död 30 januari 2005 i Uppsala, var professor i ekonomisk historia vid Uppsala universitet, författare och psalmförfattare.
Hildebrand utnämndes till preceptor vid Uppsala universitet, och 1959 blev han dess förste professor i ekonomisk historia. Han innehade professuren fram till sin pensionering 1977.

## Biografi
I sin ungdom ägnade sig Hildebrand åt profan poesi, och är ihågkommen som en av 1930-talets mest typiska dekadent studentikosa Uppsalapoeter. Allra mest bevingade är avslutningsraderna ur dikten "Valborgsnatt" ur diktsamlingen Nödvärn från 1933:
Låtom oss fröjdas i ungdomens vår

Någon sköt sig här igår

Djupt i jorden skall han bo

Där de härliga lagrarna gro
Under vinterkriget författade Hildebrand tillsammans med Olof Lagercrantz skriften Finlands sak är vår, och fungerade som redaktör för frivilligkårens tidning Den frivillige som spreds i 900 000 exemplar. Han höll minnestalet över Natanael Beskow vid minnesstunden i Djursholms kapell 31 oktober 1953.
Karl-Gustaf Hildebrand finns representerad i 1986 års psalmbok med ett antal olika verk i både original och bearbetade eller översatta texter. 

### Medverkan i föreningen Heimdal
Hildebrand var medlem av den konservativa studentföreningen Heimdal. Han var närvarande vid Bollhusmötet i Uppsala i februari 1939, som utmynnade i att studentkåren protesterade mot Sveriges mottagande av judiska läkare som efter Kristallnatten flydde från Nazityskland. 
Herman Lindqvist utpekade felaktigt Hildebrand som flyktingmotståndare, vilket ledde till att en del av Lindqvists Historien om Sverige fick dras in. I själva verket förordade Hildebrand mottagningen, i strid mot den tyskvänliga falangen av Heimdal. Händelserna kring Bollhusmötet utreds i detalj i Ola Larsmos Djävulssonaten (2007). Lindqvist har även pekat ut Hildebrand som medlem av extremhögern i memoarboken Mitt i allt (2012), vilket ledde till att leveransen av boken till bokhandlarna stoppades av förlaget.

### Familj
Hildebrand var son till historikern Karl Hildebrand av den borgerliga släkten Hildebrand och Elisabeth af Geijerstam, född i släkten af Geijerstam.  År 1936 gifte han sig med Majstina Rydh. Makarna Hildebrand är begravda på Uppsala gamla kyrkogård.

## Psalmer
- Behåll oss vid ditt rena ord (1695 nr 229, 1986 nr 373) bearbetad 1984 Finns på Wikisource.
- Det gamla år förgånget är (1695 nr 136, 1986 nr 514) bearbetad 1979
- Ett, Jesus, än påminner jag (nr 498) översatt 1983
- Evige, allsmäktige Gud (Litanian) (nr 700:2) originaltext, oklart vilken del
- Giv folken fred, giv själen frid (1695 nr 137, 1896 nr 594) vers 2 originaltext 1984
- Hav och stränder din allmakt formar (nr 418) originaltext 1966 och bearbetad 1984
- Hur snabbt, o Gud, vår tid förgår (1695 nr 310, 1986 nr 515) bearbetad 1979
- Jesus, lär mig alltid tänka (1695 nr 158, 1896 nr 447) bearbetad 1979
- Ljus av ljus, o morgonstjärna (1695 nr 365, 1986 nr 488) bearbetad 1984
- Lovad vare Herren (1695 nr 303, 1986 nr 327) bearbetad 1979 Finns på Wikisource.
- Låt oss nu Jesus prisa (1695 nr 172,1986 nr 468) bearbetat 1983
- Nu tacka Gud, allt folk (1695 nr 305, 1986 nr 5) bearbetad före 1986
- Nu dagen är till ända (1986 nr 316) översatt 1978
- Som klaraste vattuflöden (1986 nr 83) originaltext
- Vad ljus över griften (1986 nr 146) lätt bearbetning 1981 Finns på Wikisource.